# Ruvo di Puglia
Ruvo je umrl, da bi oživel, kot Feniks iz Heliopolisa, iz pepela samega sebe.
Ruvo di Puglia (italijansko [ˈruːvo di ˈpuʎʎa]; ruvese Rìuve [ˈriːuvə]) je mesto in občina (občina) v metropolitanskem mestu Bari v Apuliji v južni Italiji. Je zelo zgodovinsko mesto in velja za mesto umetnosti v deželi Apulija. Je del kraške pokrajine Murge in je posvečeno kmetijstvu, vinarstvu in oljkarstvu.
Je del narodnega parka Alta Murgia, v katerem je operativni urad. Prav tako je dom Narodnega arheološkega muzeja Jatta, ki je povečal slavo mesta zahvaljujoč tisočim arheološkim najdbam iz helenističnega obdobja, ki so se tam ohranile, tako da je Talosova vaza, dragocen kos zbirke, postala simbol skupnosti.

## Geografija
Podeželje Ruva z vinogradi, oljčnimi nasadi in njivskimi površinami je eno največjih v pokrajini okoli Barija, spada v proizvodna območja leče Altamura, ki je leta 2017 pridobila zaščiteno geografsko označbo (ZGO). Območje je veliko 222,04 km2 in meji na severu na Bisceglie, na severovzhodu na Terlizzi, na vzhodu na Bitonto, na jugovzhodu na Altamuro, na jugu na Gravino in Puglia, na jugozahodu na Spinazzolo in Andria in proti zahodu s Corato. Ozemlje, ne le tisto, ki je vključeno v narodni park Alta Murgia, ima značilnosti apulijske kraške pokrajine: vrtače, kraške doline, med katerimi se spominja zgornji tok Lama Balice (sicer znan kot potok Tiflis), kot tudi jame, vključno z Grave della Ferratella, ki je najgloblja v regiji in Abisso di Notarvincenzo. Površinska drenaža je v veliki meri usmerjena v Jadransko morje, vendar obstajajo obsežna endorheična območja, med katerimi sta največji območje Calentano, ki ga drenirajo kraške vrtače in Pantano, ki meji na naseljeno središče in ga drenira umetno zasnovan predor iz začetka 20. stoletja. Poleg tega sta za podeželje značilni dve veliki tektonski dolini, kjer sta skromni debelini nekraških tal, tako ilovnatih kot peščenih in prodnatih, kjer so plasti površinske vode, izkoriščane že od antičnih časov z vodnjaki, ki so deloma še uporabni, in so dali prednost starodavnim naselbinam.

### Rastlinstvo in živalstvo
Na Jadranski strani je gozdnata makija, ki obsega 1100 hektarjev, vključno s številnimi skupinami hrastov, značilnimi za to območje, medtem ko je v zaledju zaradi večje izpostavljenosti vetrovom nastala selektivna vegetacija, za katero so značilni grmičevje in robidovje. Na podeželju je ugotovljenih 1500 rastlinskih vrst, med katerimi izstopa Stipa austroitalica. Na pašnikih so endemične vrste, kot so kukavičevke in prekrovne rastline, za katere so značilne ferula foetida, zlati koren (Asphodelus) in trave. Za območje je med samoniklo vegetacijo nedvomno značilna goba možinin ostrigar (Pleurotus eryngii), medtem ko v gozdovih poleg puhastih hrastov Quercus pubescens prevladujejo Quercus trojana, črničevje, cer in panonski hrast. V podrastju so vrste alg Gigartinaceae in divja potonika Paeonia mascula.
Habitat Alta Murgia ne ponuja primerkov velikih živali, lahko pa vključuje prisotnost lisic, divjih svinj, zajcev, ježev in gada. Posebej zanimiv je obstoj številnih vrst žuželk in ptic. Za območje so značilni calandrelle in škrjanci kot sta čopasti škrjanček in hribski škrjanec. Precej številna je tudi skupina ujed, med katerimi so skobec, rjavi škarnik, južni sokol in pomembna populacija južne postovke. Za kraška okolja so namesto tega značilni primerki velikega pupka, krastače, drevesne žabe in zelena žaba, medtem ko suh in kamniti vidik Murgije daje prednost obstoju plazilcev, kot sta kotschy gekon (Mediodactylus kotschyi) in kača leopardovka.

### Podnebje
Za mesto velja sredozemsko podnebje po Köppnovi klasifikaciji, za katerega so značilna suha in močna poletja ter blage in deževne zime. Snežne padavine so redke, nekoliko bolj verjetno v februarju, vendar se sneg kljub temu pojavi vsaj dvakrat letno in se lahko tudi na splošno kopiči nekaj dni, vendar ne več kot 20 centimetrov. Čeprav epizode z znatnim kopičenjem niso redke, ne da bi motile zgodovinske dogodke, kot je 50 cm od 2. do 3. januarja 1993. Vsako zimo so dnevi z nizkimi temperaturami blizu 0 °C, zaradi tokov, ki prihajajo iz skandinavskih, balkanskih ali ruskih območij, pa tudi zaradi obsežne nočne zmrzali na podeželju. Tudi epizode večerno-nočne megle v pozni jeseni in zgodnji zimi niso redke. Na poletno obdobje pa vpliva vpliv severnoafriških vetrov, ki določajo dolga obdobja vročine in vetra široko.
Najvišje temperature so bile dosežene junija 2007 z okoli 42 °C, julija istega leta pa je dosegla 43 °C. Pogosto so izredno soparna poletja povzročila dolga sušna obdobja, med katerimi se spomnimo tistih iz let 1908 in 1914 ali v zadnjem času leta 1980.

## Zgodovina

### Izvor imena "Ruvo"
Toponim Ruvo izvira iz starogrškega Ρυψ (Rhyps, izv. Rüps), ki izhaja iz indoevropskega korena ρυ- (rhy-, izv. Rü), istega, ki povzroča izraz ρυας (rhyas, izv. rüas) in ki pomeni silovit hudournik. Tako so prvi prebivalci želeli z onomatopejskim korenom ρυ- nakazati tisto območje, kjer so potoki hitro tekli, kar je nato povzročilo kraške pojave v Apuliji. S popolno kolonizacijo grške civilizacije se je ρυ- spremenil v Ρυψ, s čimer je toponim oživel. Prebivalci so bili namesto tega označeni z izrazom Ρυβαστὲινων (Rhybasteinon, beremo Rübasteinon), pogosto skrajšano v Ρυβα (Rhyba, izv. Rüba). Kasneje s prihodom Rimljanov se je Ρυβα spremenil v Riba in nato Rubi, da je v srednjem veku postal Rubo in končno Ruvo. Od leta 1863, po rojstvu Kraljevine Italije, je uradno ime občine Ruvo di Puglia, da bi se izognili kakršni koli zmedi z istoimenskim Lucanskim mestom Ruvo del Monte.

### Prazgodovina, prihod Grkov in rimsko obdobje
Nekateri artefakti iz obdelanega kamna datirajo prve naselbine na ruvestinskem podeželju v srednji paleolitik, medtem ko nekateri ostanki vasi potrjujejo prisotnost človeka od 6. tisočletja pr. n. št. Vendar pa so v bronasti dobi ozemlje naselili Morgeti, ljudstvo Ausonic, nato pa so jih s prihodom železne dobe izgnali Japigi. Japigi so se naselili v deželi Bari, s čimer je nastala rodbina Pevketov, Ruvo pa je bil sprva ustanovljen kot vas na vrhu hriba, ki je trenutno med občinskim borovim gozdom in cerkvijo San Michele Arcangelo. Podeželje okoli Ruva v peucetski dobi je bilo zelo veliko in je imelo tudi pristanišče, imenovano Respa, blizu Molfetta.
Med 8. in 5. stoletjem pred našim štetjem so Grki mirno kolonizirali Ruvo, ki je od tega trenutka dobil ime Ρυψ. Okoli 4. stoletja pred našim štetjem je vas doživela svoj trenutek največjega sijaja, ko je opravljala komercialne izmenjave z večino italskega prebivalstva, vključno z Etruščani, kovala svoj denar in se ponašala s prebivalstvom in ozemljem, ki ga nikoli več ni dosegla (polis Ruvo (mestna država) grške dobe je vključeval naselja Molfetta, Terlizzi, Corato, Trani in Bisceglie). Ruvo se je uveljavil kot uspešen polis Magna Graecia, njegovo bogastvo pa je bilo v trgovini z oljčnim oljem in vinom ter v cvetoči proizvodnji keramike. Grško mesto Ruvo so na koncu zaščitile Atene, kot kažejo nekateri kovanci, a tudi zaveznik Taranto.
Poraz grškega Taranta v vojni proti Rimu je pomenil konec helenistične dobe v Apuliji, s čimer je Ruvo vstopil v orbito romanizacije z imenom Rubi. Kasneje je imel Ruvo temeljno vlogo za Rimsko republiko in za cesarstvo, najprej mu je bilo dodeljeno rimsko državljanstvo, nato naslov municipija in končna postaja Via Traiana. Leta 44 je po legendi Ruvo videl vzpon lastne škofije po naročilu sv. Petra, ki je za prvega škofa imenoval sv. Kleta, ki bo v prihodnosti postal papež. Vendar pa se je v cesarski dobi ruvestinsko ozemlje zmanjšalo, ko se dvigajo Molfetta, Trani in Bisceglie, s čimer so izgubili stik z morjem.

### Srednjeveški Ruvo
V 5. stoletju je cvetoči Ruvo izginil pod udarci Gotov, ki so mesto prvič spremenili v kup ruševin. Ruvo, ponovno ustanovljen na pobočjih prvotnega hriba, so najprej osvojili Langobardi, nato pa je postal plen Saracenov. V tem obdobju so se Ruvestini odločili, da se opremijo z obzidjem s stolpi in štirimi vrati: Porta Noè (zdaj via Veneto), Porta del Buccettolo (via Campanella), Porta del Castello (piazza Matteotti) in Porta Nuova (corso Piave ). V 11. stoletju je utrdba Ruvo vstopila v grofijo Conversano in utrpela nadaljnje nasilje zaradi notranjih bojev za upravljanje oblasti, kar je privedlo do drugega uničenja mesta. Vendar pa je Ruvo pod Friderikom II. Švabskim končno prepoznal kulturno in gospodarsko rast, obdobje, ki ga je zaznamovala gradnja romansko-gotske stolnice in na ozemlju med Ruvo in Canoso iz Castel del Monte. Vendar pa tudi temelji mest Corato in Andria segajo v ta zgodovinski trenutek, katerih ozemlja so dodatno zmanjšala ruvestinsko ozemlje.
Od leta 1266 je Ruvo postal fevd in je skupaj s celotno Apulijo vstopil med gospostva Anžujcev. Kljub temu je v fevdu Ruvo obdobje miru in blaginje, ki ga je doživljalo, znova zamrlo, saj je leta 1350 mesto zravnal s tlemi in ga razgrabil Ruggiero Sanseverino. Ruvestini so bili tako prisiljeni obnoviti naseljeno središče, obzidje in so se odločili zgraditi tudi Torre del Pilota (Pilota stolp), visok 33 metrov. Aragonska krona je nasledila anžujsko gospostvo. Spopadi za prevlado nad Neapeljskim kraljestvom med Francijo in Španijo so povzročili znamenito bitko pri Ruvu, v kateri so zmagovalci Španci pod vodstvom Consalva iz Córdobe proti francoskim četam Jacquesa de La Palice stacionirani v Ruvo. Med to bitko je bilo mesto tretjič zravnano s tlemi. Isti fevd je videl tudi trinajst Francozov, ki so se spopadli s toliko Italijani v izzivu Barletta, začenši od njegove stene.

### Carafa: grofje Ruva
Leta 1510 je Oliviero Carafa kupil fevd Ruvo in samo mesto je doživelo negativno zgodovinsko obdobje. Večina zgodovinskih patricijskih družin ruvestinov je izumrla in šele v 17. stoletju so nastale nove plemiške družine, ki so poznale posebne in cvetoče gospodarske razmere. Obzidje je bilo še okrepljeno, a kljub dolgemu obdobju miru je prebivalstvo zadušilo zatiranje Carafe in tiranska vlada iste, ki je Pilota stolp iz obrambnega orodja spremenila v zapor za nasprotnike.
Med koncem 16. in 17. stoletja oziroma v dobi protireformacije je Ruvo videl rojstvo različnih združenj in kongregacije, ki delujejo še danes, zlasti v skrbi za obrede ruvestinskega velikega tedna. Vendar pa so v tem mračnem obdobju Ruvove zgodovine izstopali nekateri imenitni možje, med katerimi je nedvomno najbolj znan zdravnik Domenico Cotugno. Leta 1806 je bil pod Napoleonovo vladavino ukinjen fevdalizem, s čimer je bila sklenjena dominacija Carafe, ki je trajala tri stoletja. Med družino Carafa grofov Ruvo omenjamo junaka Neapeljske republike iz leta 1799, Ettoreja Carafo.

### Od združitve Italije do danes
Po dominaciji Carafe so se tudi Ruva dotaknile liberalne vstaje, vendar so tako kot na preostalem jugu klavrno propadle. Vendar se je v začetku 19. stoletja še posebej odlikoval Giovanni Jatta, ki so ga ruvestini izvolili za mestnega odvetnika, dobil je tožbo zoper družino Carafa in dobil bogato odškodnino in je bil med protagonisti tistih arheoloških izkopavanj, ki so razkrila številne najdbe Peuceta, grškega in rimskega obdobja, ohranjene v muzeju Jatta. V obdobju pred združitvijo Italije je bil Ruvo sedež prodaje Carbonara, imenovane "Perfetta Fedeltà" , ki je vključeval domoljuba in odvetnika Francesca Rubinija, ki je bil odgovoren za organizacijo vstaj Risorgimento tudi v Ruvu. V obdobju po združitvi je Ruvo, čeprav počasi, poznal znake napredka tudi po zaslugi ruvestinskega namestnika in agronoma Antonia Jatte, ki je vlado opozoril na številne težave Apulije in province Bari. Temeljni mejniki napredka so bili označeni leta 1905 s prihodom električne razsvetljave in leta 1914 z napeljavo javnega vodovoda. Med prvo svetovno vojno je na bojnih frontah padlo 367 Ruvestinov, medtem ko so se v fašističnih 1920-ih izvajala druga javno koristna dela, kot sta sanacija močvirja in izgradnja kanalizacije leta 1938, od katerih so še vedno danes lahko ločimo nekaj fašističnih pokrovov jaškov s fašističnim grbom ob grbu občine Ruvo di Puglia. Po drugi svetovni vojni se je Ruvo odlikoval na kulturnem področju, predvsem po zaslugi del slikarja Domenica Cantatoreja, pa tudi na gospodarskem področju z cvetočimi trtami in oljčnimi nasadi.

## Znamenitosti
Cerkve v Ruvo di Puglia predstavljajo glavno jedro umetniške dediščine mesta. To je posledica obstoja škofije Ruvo do leta 1982, ki jo je po izročilu ustanovil sveti Peter, ki je bodočega tretjega papeža svetega Anakleta postavil na čelo lokalne škofije, nato pa se je konec 19. združil z Bitontom in se končno združila v škofijo Molfetta-Ruvo-Giovinazzo-Terlizzi. Nekatere od cerkva so:
- Stolnica v Ruvo di Puglia; je eden najbolj znanih primerov apulijske romanike. Tempelj je bil zgrajen v prvi polovici 12. stoletja z različnimi naknadnimi spremembami. Pročelje je dvokapno s tremi portali: osrednji je obogaten z reliefi v intradosu in je razdeljen na tri loke; dva manjša in enostavnejša stranska portala sta označena z dvema polstebroma, ki zagotavljata oporo za dva koničasta loka. Fasado krasijo različni kamniti predmeti, med katerimi izstopa velika rozeta z dvanajstimi stebri, ki so različno obdelani in nadgrajeni na pločevino, ki je zelo fino obdelana v rezbariji v domači delavnici iz 16. stoletja. Nad oknom rozeta je grb, identificiran kot Robert II. iz Bassaville, na vrhu fasade pa stoji kip Kristusa Odrešenika. Notranjost sledi tlorisu latinskega križa in je pokrita s streho in križnimi oboki. Glavna ladja je največja in sloni na dveh vrstah stebrov. Stolnici sta prizidana tudi zvonik iz 11. stoletja in škofovska palača.
- Cerkev sv. Dominika; zgrajena je bila skupaj s samostanom na ruševinah starodavnega samostana sv. Katarine po naročilu dominikancev (red pridigarjev), ki so prispeli v Ruvo sredi 16. stoletja, nato pa so ga leta 1743 v celoti prezidali pod naslovom sv. Dominika. Cerkev, poznobaročna, ima vitko pročelje, v katerem je veliko okno v zgornjem redu in vrata, ki jih prekriva timpanon, na katerem je prekrit piaristični grb. Notranjost stavbe popestri prostor in neoklasicističen oltar, ki ga prekriva lesen kip sv. Dominika. V templju je platno Predstavitev Jezusa v templju in Marijino očiščenje Giuseppeja Mastrolea.
- Cerkev sv. Nadangela Mihaela; po izročilu sta bila cerkev in samostan zgrajena po nasvetu sv. Frančiška Asiškega skozi Ruvo in kasneje se je tam naselil red manjših bratov. Vendar je cerkev v 17. stoletju propadla in leta 1775 je bila posvečena nova stavba. Fasada v poznobaročnem slogu je s pilastri razdeljena na tri dele in ima arhitraviran portal. Notranjost v polnem baročnem slogu ima neapeljski oltar in dolgo vrsto kapelic. Dve sliki flamskega slikarja Gasparja Hovica izhajata iz nagrobnih predmetov cerkve. Samostanski križni hodnik je poslikan s ciklom epizod, ki se nanašajo na življenje sv. Frančiška.
- Cerkev Presvetega Odrešenika; gradnja se je začela leta 1900 in končala šele leta 1955. Pročelje ima v nižjem redu razdeljen portik; na zgornjem redu sta dve niši in osrednje okno. Vrhunec fasade je timpanon, ki ga prekriva kamniti kip Kristusa Odrešenika. Notranjost ima banjast obok, ki prekriva eno ladjo, na stenah katere je razporejenih osem kapelic in sorodnih niš. Oltar je okrepljen s svetlobo velikega mozaika, ki pokriva apsidalni bazen, ki predstavlja Cerkev na poti k Odrešeniku.

Monumentalno pokopališče do katerega dostop poteka po približno 1 km dolgi aveniji, poimenovani po Ugu Foscolu. Odprli so ga 1. januarja 1900 in občudujete lahko različne plemiške kapele.
Jama San Cleto. Cisterna iz rimskega obdobja, ki jo je obiskovalo prvo krščansko jedro Ruvestinov in je omembe vredna kamnita skulptura San Cleto, prvi škof Ruva.